# Blackbirding

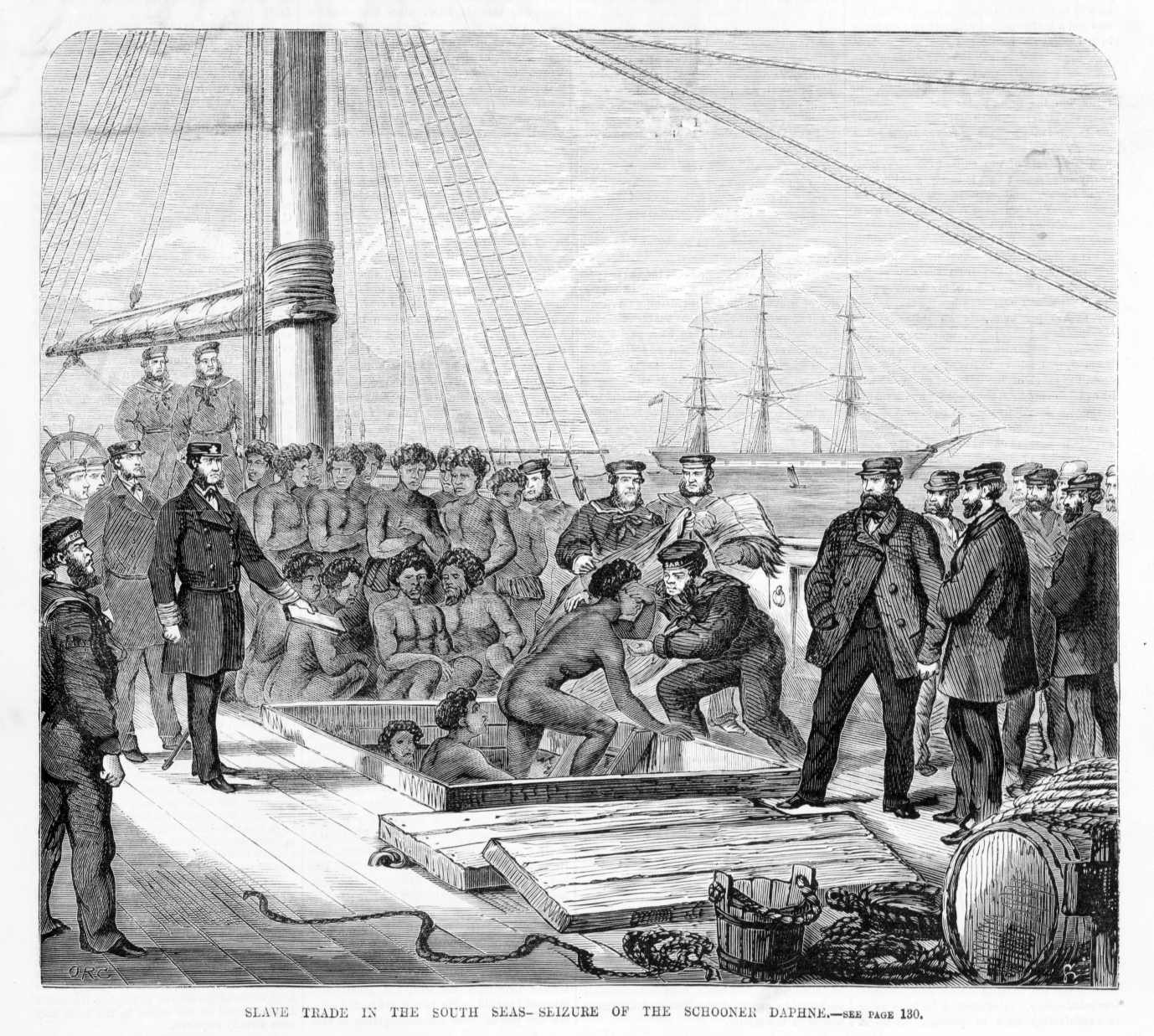
Blackbirding-slavskeppet Daphne beslagtogs 1869 av HMS Rosario, som befriade dess passagerare.

Blackbirding (efter "blackbird", öknamnet för ursprungsinvånare) avser en slavhandel som pågick i Stillahavsområdet från 1840-talet till 1930-talet. Fenomenet bestod i värvande av arbetare ur ursprungsbefolkningen kring Stilla havet genom bedrägeri eller direkt kidnappning. Arbetarna tvingades därefter till slavarbete.

## Historik
Blackbirding syftade ursprungligen på hur Australiens ursprungsbefolkning, aboriginerna, tillfångatogs och tvingades till arbete under kolonisatörerna i närliggande områden. Detta skedde från början av kolonin 1788. 
Mellan 1842 och 1904 pågick en omfattande verksamhet av slavskepp i Söderhavet, när människor från Queensland och öar i närheten kidnappades till sockerindustrin i Queensland. Under 1860-talet bedrevs en slavhandel kopplad till guanogruvorna på Chinchaöarna i Peru, och under 1870-talet en dito relaterad till sockerplantagerna på Fiji och Queensland. 

### Australien

#### New South Wales
Den första stora blackbirdingoperationen i Stilla havet genomfördes från Twofold Bay i New South Wales. En skeppslast på 65 melanesiska arbetare anlände till Boyd Town den 16 april 1847 ombord på Velocity, ett fartyg under befäl av kapten Kirsopp och chartrat av Benjamin Boyd. Boyd var en skotsk kolonist som ville att billiga arbetare skulle arbeta på hans stora arrendeställen i kolonin New South Wales. Han finansierade ytterligare två upphandlingar av söderhavsinvånare, varav 70 anlände till Sydney i september 1847 och ytterligare 57 i oktober samma år. Många av dessa öbor flydde snart från sina arbetsplatser och sågs svältamde och utblottade på gatorna i Sydney. Rapporter om våld, kidnappning och mord som användes under rekryteringen av dessa arbetare dök upp 1848. En undersökning om förhållandena avbröts, och inga åtgärder vidtogs mot mot Boyd eller Kirsopp. Experimentet att utnyttja melanesisk arbetskraft avbröts i Australien tills Robert Towns återupptog praktiken i Queensland, när han utrustade skonaren Don Juan och i augusti 1863 skickade henne på en rekryteringsresa under befäl av kapten Greuber.

#### Queensland

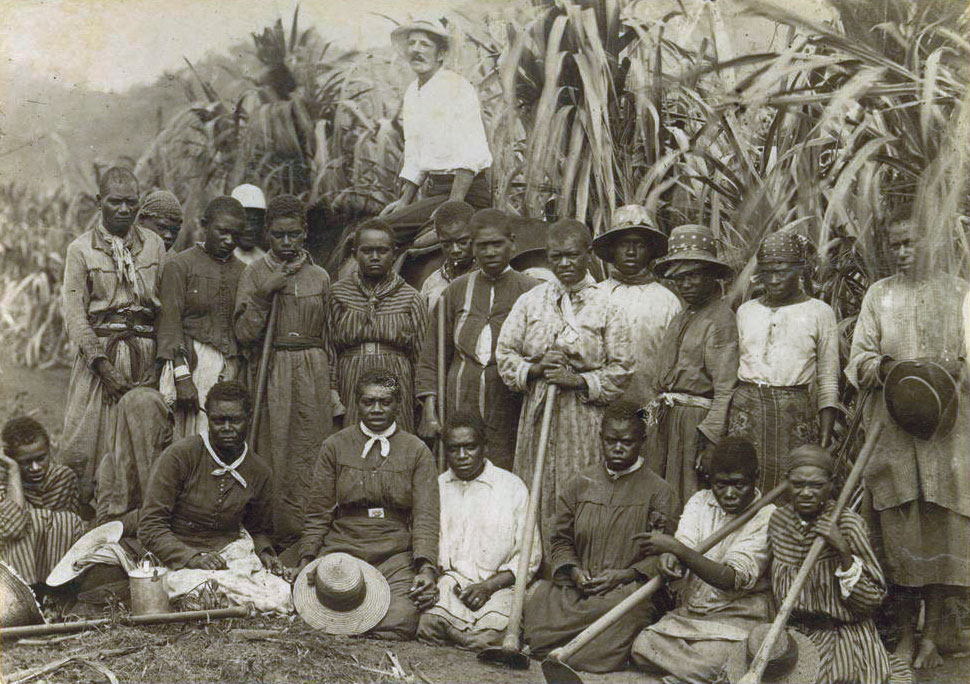
Kanakaarbetare i en sockerrörsplantage i Queensland, sent 1800-tal.

I Queensland var handel med söderhavsinvånare, eller kanakas som de vanligen kallades, igång från 1863 till 1908, en period på 45 år. Omkring 55 000 till 62 500 personer fördes till Australien, de flesta fördes från öar i Melanesien, såsom Nya Hebriderna (nu Vanuatu), Salomonöarna och öarna runt Nya Guinea. Även om processen för att skaffa dessa kontrakterade arbetare varierade från våldsam kidnappning under pistolhot till relativt acceptabla förhandlingar, betraktades de flesta människor som var knutna till handeln som blackbirders. Majoriteten av dem som togs var män och ungefär en fjärdedel var under sexton år. Totalt dog cirka 15 000 kanakas när de arbetade i Queensland, en siffra som inte inkluderar de som dog i eller som dödades i rekryteringsprocessen. Detta motsvarar en dödlighet på minst 30%, vilket är högt med tanke på att de flesta bara hade treårskontrakt. Det liknar också den beräknade dödsfrekvensen på 33% för förslavade afrikaner under de tre första åren efter att de hade förts till Amerika.

#### Robert Towns och de första transporterna

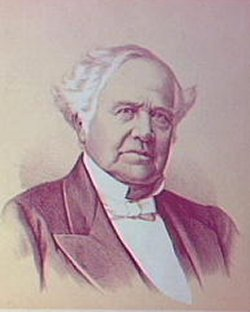
Robert Towns

1863 ville Robert Towns, en brittisk sandelträ- och valfångsthandlare bosatt i Sydney, dra nytta av den världsomspännande bomullsbristen på grund av det amerikanska inbördeskriget. Han köpte en fastighet som han döpte till Townsvale vid Logan River söder om Brisbane och planterade 160 hektar bomull. Towns ville ha billig arbetskraft för att skörda och förbereda bomullen och bestämde sig för att importera melanesisk arbetskraft från Loyalty Islands och Nya Hebriderna. Kapten Grueber, tillsammans med arbetsrekryteraren Henry Ross Lewin ombord på Don Juan, förde 67 söderhavsinvånare till hamnen i Brisbane den 17 augusti 1863. Towns ville specifikt ha ungdomar. Rekrytering och kidnappning har enligt uppgift använts för att få tag på dessa unga män. Under de följande två åren importerade Towns cirka 400 fler melanesier till Townsvale för ett till tre års arbetstid. De kom på Uncle Tom (kapten Archer Smith) och Black Dog (kapten Linklater). 1865 fick Towns stora markarrenden i Far North Queensland och finansierade etableringen av hamnen i Townsville. Han organiserade den första importen av arbetskraft från söderhavsöar till den hamnen 1866. De kom ombord på Blue Bell under kapten Edwards.

### Räd mot Påskön
Slavskeppen gjorde normalt strandhugg på mindre och mer sparsamt befolkade öar. Ett känt exempel på detta var Påskön, som råkade ut för en katastrofal slavräd 1862-63. Lokala makthavare på söderhavsöarna motarbetade den genom att förflytta befolkningen till större och mer befolkade öar, där de kunde undvika slavskeppen.

### Förbud
Slavhandeln förbjöds 1868 av Storbritannien, som bekämpade den med en flotta i Söderhavet. 1901 utvisades samtliga offer för blackbirding från Australien genom Pacific Island Labourers Act 1901. Blackbirding upphörde på de flesta håll under 1910-talet, men fortsatte så sent som på 1930-talet från främst Nya Hebriderna till Nya Kaledonien.